# Rivière Canimiti
La rivière Canimiti est un affluent de la rivière Chochocouane. Cette rivière coule dans le territoire non organisé du Réservoir-Dozois, dans la municipalité régionale de comté (MRC) de La Vallée-de-l'Or, dans la région administrative de l’Abitibi-Témiscamingue, au Québec, au Canada.
Le cours de la rivière Canimiti traverse successivement les cantons de Champrodon, Préville et Entremont. Son cours se dirige vers le sud la partie nord de la Réserve faunique La Vérendrye.
La rivière Canimiti coule entièrement en territoire forestier. La principale activité économique de se bassin versant est la foresterie. La surface de la rivière est habituellement gelée du début de décembre à la fin-avril.

## Géographie

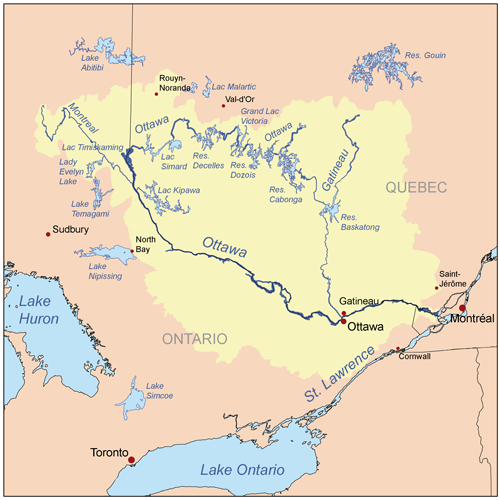
Bassin versant de la rivière des Outaouais

La rivière Canimiti prend sa source à l’embouchure du lac Fourmet (longueur : 3,2 km ; altitude : 382 m). Environ 50 % de la superficie de ce lac de tête s’étend au nord dans le canton de Denain ; la moitié sud étant dans le canton de Champrodon. Le lac Fourmet et la partie nord du lac Gladu forme un segment de la limite nord de la Réserve faunique La Vérendrye.
L’embouchure de ce lac de tête est située à 22,0 km au nord de la confluence de la rivière Canimiti, à 26,3 km au nord de la confluence de la rivière Chochocouane, à 14,2 km au sud du lac Matchi-Manitou, à 44,8 km au nord-ouest du réservoir Cabonga, à 62,7 km au sud-est du centre du village de Senneterre.
Les bassins versants voisins sont :
- côté nord : lac Denain, lac Matchi-Manitou, rivière Shamus ;
- côté est : rivière Chochocouane, rivière Capitachouane ;
- côté sud : réservoir Dozois, rivière Chochocouane ;
- côté ouest : rivière Shamus, lac Rochester.

À partir du lac Fourmet, la rivière Canimiti coule sur 35,7 km selon les segments suivants :
Cours supérieur de la rivière (segment de 20,5 km)
- 4,7 km vers le sud-ouest, jusqu'à l’embouchure d’un lac Gladu que le courant traverse sur 4,5 km ;
- 4,0 km vers le sud, jusqu'à l’embouchure du lac Rivard (longueur : 5,9 km ; altitude : 373 m) que le courant traverse sur 3,0 km ;
- 5,9 km vers le sud, jusqu'à l’embouchure du lac Panech (longueur : 2,1 km ; altitude : 363 m) que le courant traverse sur sa pleine longueur ;
- 1,2 km vers le sud, jusqu'à la décharge du lac Elbow (venant du sud) ;
- 2,2 km vers l’Est, jusqu’à l’embouchure du lac Obreck (altitude : 363 m) que le courant traverse sur 1,1 km ;
- 2,5 km vers l’est, puis vers le sud, jusqu’à l’embouchure du lac Linard que le courant traverse sur km ;

Cours inférieur de la rivière (segment de 15,2 km)
- 2,5 km vers le sud, puis vers l'est en traversant sur 1,1 km le lac Halloy jusqu’à son embouchure ;
- 2,3 km vers le nord-est, puis vers le sud en traversant le lac Suzie sur 0,7 km ;
- 7,9 km vers le sud, en traversant successivement les lacs Garus, Kalfort, Opale, Tetti, jusqu’à l’embouchure du lac Entremont (altitude : 354 m) que le courant traverse sur 0,8 km ;
- 2,5 km vers le sud-est jusqu’à la décharge des lacs Malban et Rubian, puis vers l'est jusqu’à la confluence de la rivière[2].

La rivière Canimiti se décharge dans le canton d’Entremont dans un coude de rivière de la rive ouest de la rivière Chochocouane.
Cette confluence de la rivière Canimiti est située dans le territoire non organisé de Réservoir-Dozois, à 7,3 km au nord-est de la route 117, à 72,1 km au sud-est du centre-ville de Val-D’Or et à 83,4 km au sud-est du centre-ville de Senneterre.

## Toponymie
D'origine amérindienne de la nation algonquine, le mot canimiti signifie danseur. Ce toponyme figure sur une carte datant de 1932 ainsi que dans un document daté de 1928.
Le toponyme rivière Canimiti a été officialisé le 5 décembre 1968 à la Commission de toponymie du Québec.